# Белостоцкий, Ефим Исаевич
Ефи́м Иса́евич Белосто́цкий (16 (28) июня 1893 года, Елисаветград — 2 октября 1961 года, Киев) — советский скульптор.

## Биография
Родился  16 (28) июня 1893 года в Елисаветграде. В 1913—1918 годах учился в художественной школе, в 1919—1922 годах — в Одесском художественном училище у К. Костанди и Б. Эдуардса. С 1933 года работал скульптором. Член ВКП(б) с 1943 года.
Умер в Киеве 2 октября 1961 года. Похоронен в Киеве, на Байковом кладбище.

## Творчество
Ефим Белостоцкий относится к поколению художников, стоявших у истоков формирования и осуществления программы идеологического искусства в СССР. Восприняв с искренностью идеи революции, художник воплощает их в своем творчестве, демонстрируя пример правдивого следования идеалам эпохи. Его наследию принадлежат десятки произведений в самых разнообразных жанрах скульптуры, воплотивших как идеи конструктивизма в раннем периоде творчества, так и принципы социалистического реализма, доминирующего в его искусстве в дальнейшем. Становление творческого пути молодого скульптора пришлось на 1920-е годы. В то время в осуществлении знаменитого ленинского плана монументальной пропаганды о снятии памятников «царей и их слуг» и разработке монументов нового типа принимала участие воодушевленная непоколебимыми идеями активная творческая интеллигенция. К таковым относился и Ефим Белостоцкий. Одна из его первых известных работ, выполненных в рамках заказа данного плана на Украине — памятник В. Ленину (1925) в Киеве на хуторе Грушки. Этот яркий проект, выполненный в духе времени, в стиле конструктивизма, отвечал и замыслу произведения, и требованиям заказа. Тема ленинианы и сталинианы в творчестве скульптора получила официальное признание в советском социуме. Широко известную его скульптурную композицию «Светочи коммунизма» 1960 года в Петрозаводске, ставшую одним из ярчайших идеологических символов государства, можно сравнить по аналогии с известной работой русского советского скульптора Веры Мухиной «Рабочий и колхозница». Лаконичная, выверенная форма этого произведения впоследствии не раз заимствована современными дизайнерскими средствами. На основе скульптуры в 1976 году была издана почтовая марка.
Основные работы Белостоцкий создал в соавторстве со скульпторами Г. Пивоваровым и Э. Фридманом. Создал обелиск участникам Трипольского похода в Триполье Обуховского района Киевской области Украины (1934—1936), состоявший из пяти бронзовых горельефов на тему подвига героев, памятник стратонавтам (1938, установлен в Донецке в 1953 году), памятник Серго Орджоникидзе для завода «Ленинская кузница» (1937), монументально-декоративная статуя «Клим Ворошилов» (1938), скульптурные композиции «Стахановцы промышленности» и «Стахановцы сельского хозяйства» для павильона УССР на Всесоюзной сельскохозяйственной выставке в Москве и для интерьера павильона монументальный барельеф «Ленин и Сталин» (демонтирован в конце 1950-х годов) и горельеф «Старое и новое сельское хозяйство» (1939), скульптурную композицию «Ленин и Сталин в Горках» (1935), которая впоследствии была размножена и установлена во многих населённых пунктах Советского Союза, памятники Амангельды Иманова для города Кустаная (1943), К. А. Гурову (1954) в Донецке, Г. И. Котовскому в Умани (1957), Карлу Марксу и Фридриху Энгельсу в Петрозаводске (в соавторстве с Э. Фридманом и П. Ф. Остапенко, 1960).
Отдельную страницу в творчестве Белостоцкого занимает скульптурный портрет. Достоверности и глубокого психологизма образа добивается художник в этом жанре. В своих моделях, будь то герой, ученый, писатель или артист, он раскрывает, прежде всего, красоту и неповторимость внутреннего мира человека, его души. Владея материалом — гипсом, бетоном, гранитом, мрамором — скульптор демонстрирует точное знание рисунка пластики, составляющего основу художественного образа в скульптуре. Белостоцкий является автором скульптурных портретов М. Заньковецкой (1936), П. Тычины (1937), «Партизанка Коваленко» (1945), «Богдан Хмельницкий» (1954), «Михаил Фрунзе» (1955), «Антон Макаренко» (1957), надгробий М. Заньковецкой (1937) и Н. Лысенко (1939) на Байковом кладбище в Киеве. Он привнёс в советскую украинскую школу монументальной скульптуры традиции классического мирового искусства, и вошел в историю культуры Украины как один из талантливейших мастеров первой половины XX столетия.

## Семья
Сын — Белостоцкий Анатолий Ефимович (1921—1993), народный художник УССР.
Дочь — Белостоцкая Рашель Ефимовна, архитектор.

## Награды
- орден «Знак Почёта» (24.11.1960)

## Изображения

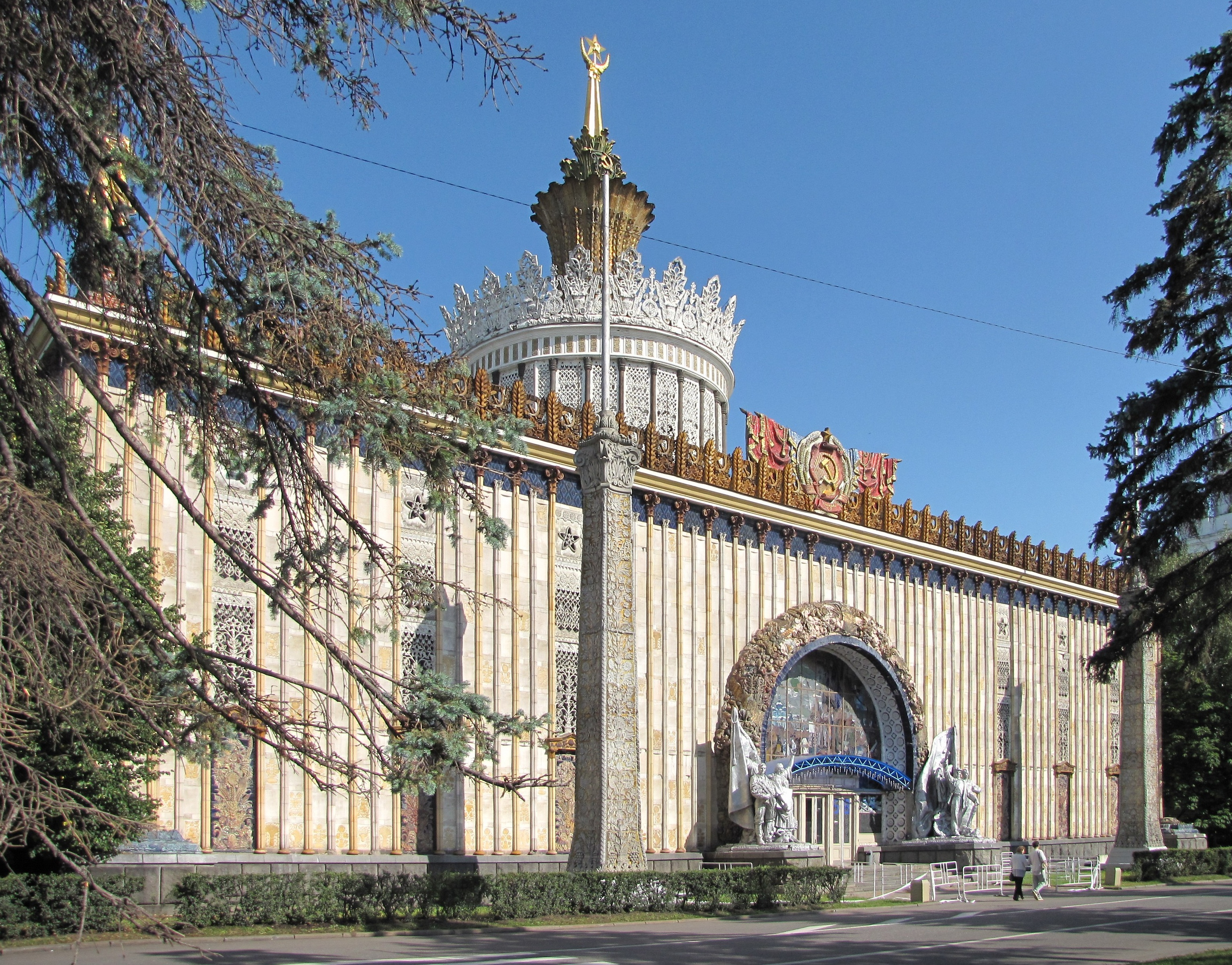
Павильон «Украина» на ВВЦ в Москве
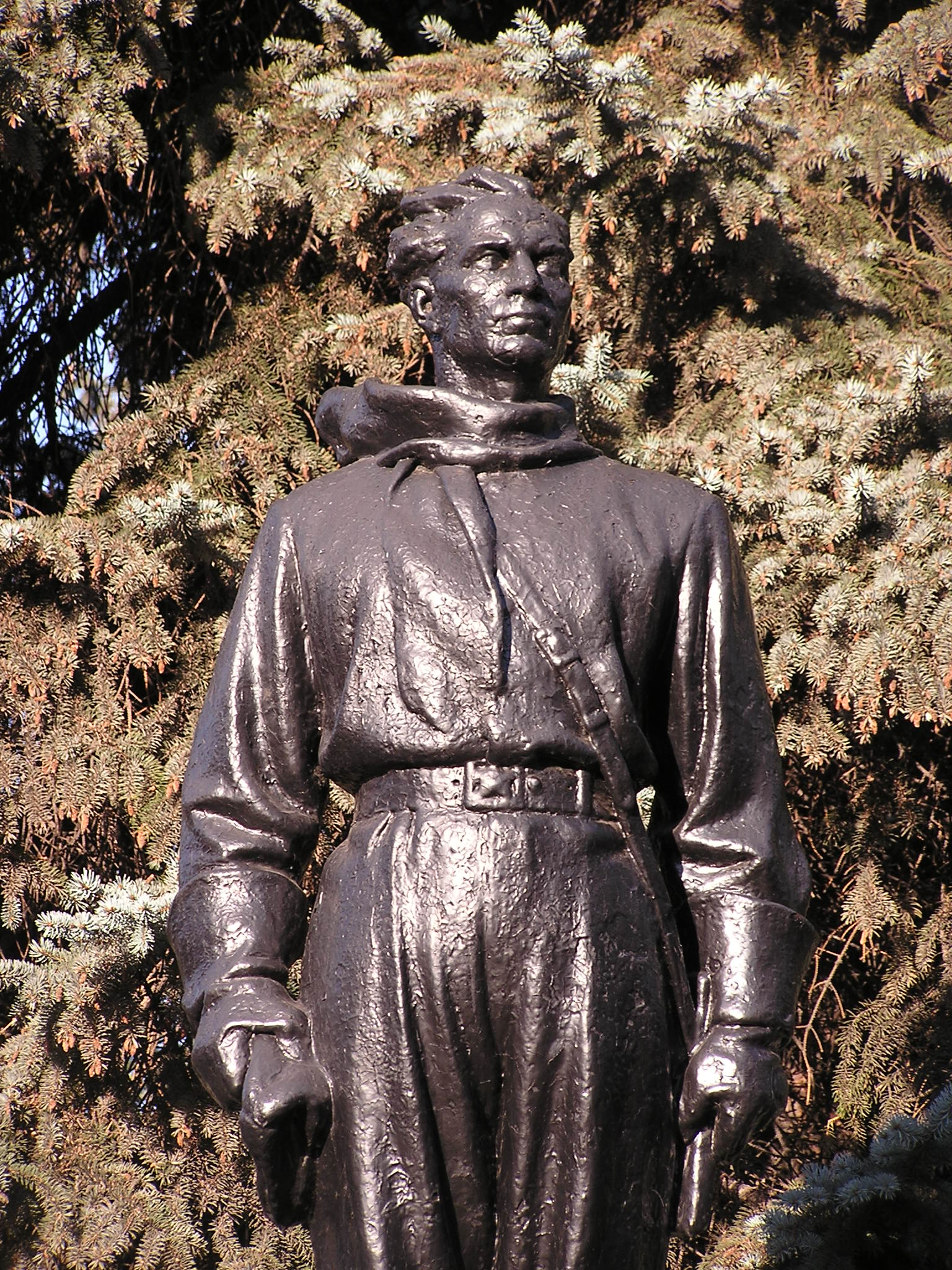
Памятник стратонавтам в Донецке (1938, установлен в 1953)
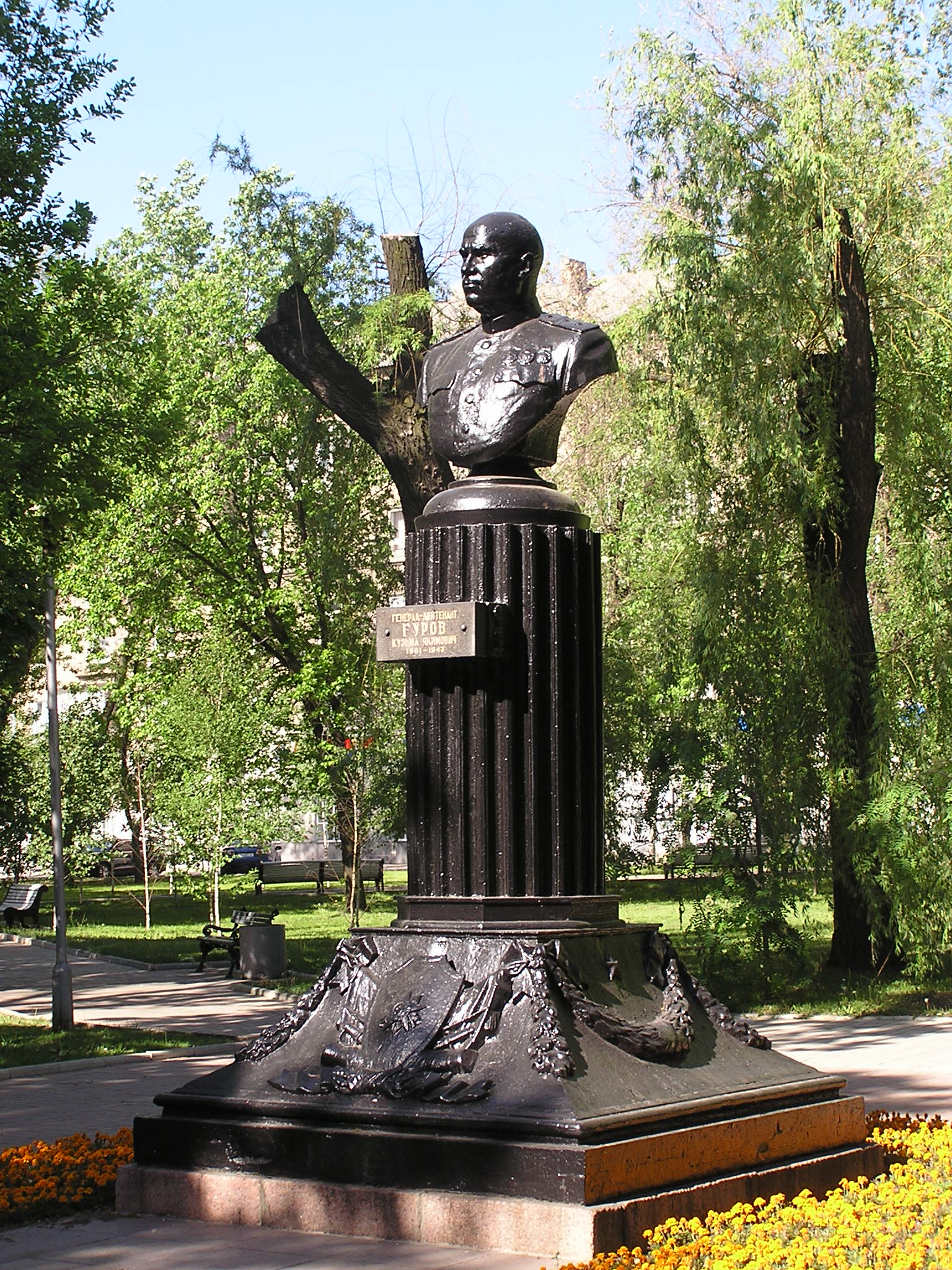
Памятник Гурову в Донецке (1954)
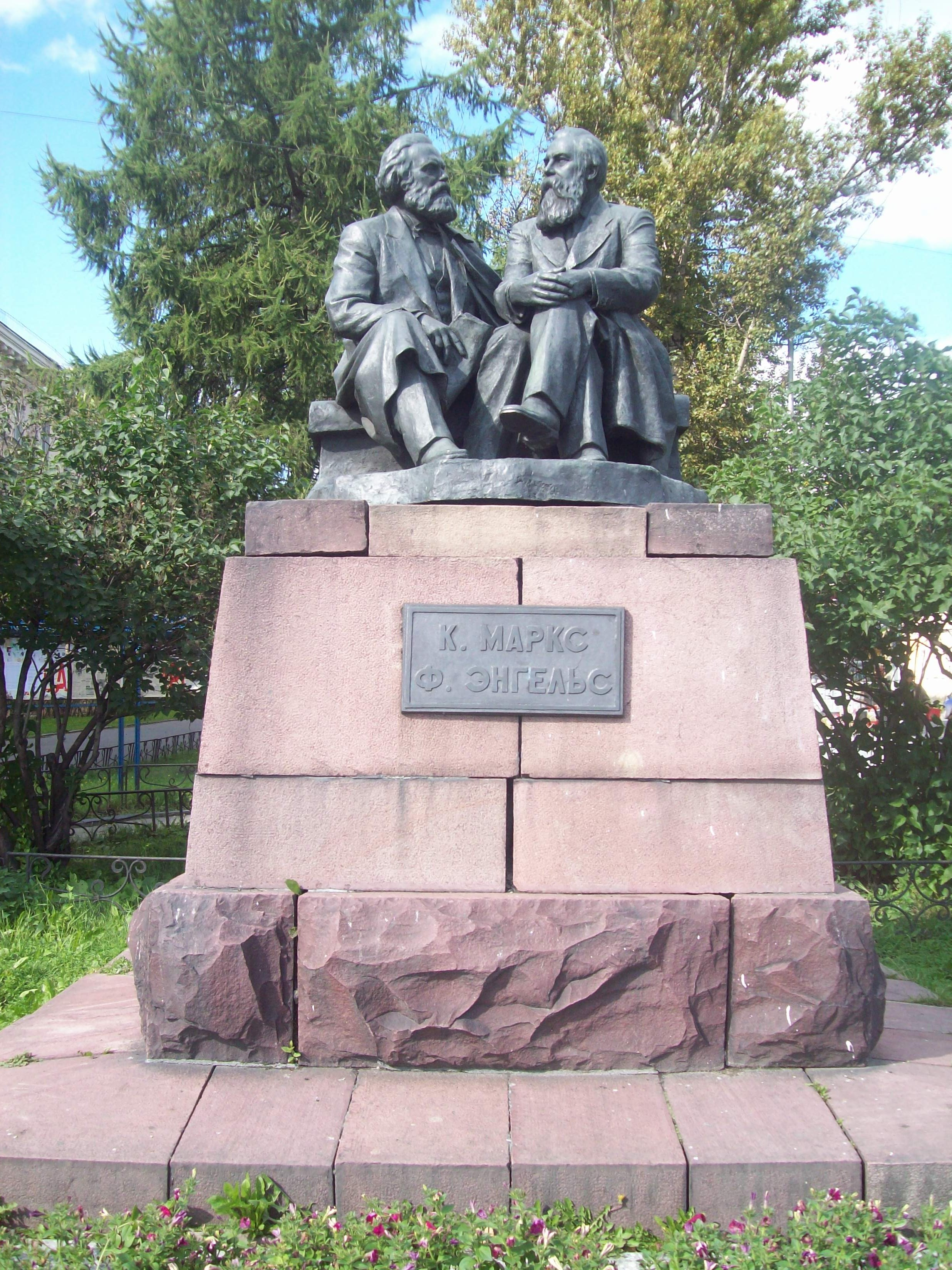
Памятник Карлу Марксу и Фридриху Энгельсу в Петрозаводске (1960)